# 朋楚克達什
朋楚克達什（?—?），喀尔喀蒙古赛音诺颜部人，博尔济吉特氏。清朝蒙古王公，第八代赛音诺颜亲王。达延汗巴图蒙克、格哷森札札赉尔、图蒙肯、善巴后裔，第六代赛音诺颜亲王車登扎布之子，第七代赛音诺颜亲王額磷沁多爾濟的弟弟。
乾隆五十八年（1793年），朋楚克達什袭封镇国公。嘉庆七年（1802年），朋楚克達什袭封喀尔喀赛因诺颜扎萨克亲王。嘉庆八年（1803年）二月乙丑，以喀尔喀赛因诺颜镇国公朋楚克达什子扎克扎布袭爵镇国公。嘉庆九年（1804年）、嘉庆二十一年（1816年）除夕，嘉庆帝在保和殿筵宴朝正外藩。喀尔喀扎萨克亲王朋楚克达什至御座前赐酒成礼。嘉庆二十二年（1817年），朋楚克達什病免，十二月辛卯，其子车林多尔济袭爵赛因诺颜扎萨克亲王。扎克扎布之子车林端多布，车林多尔济之子德木吹。